# Hydra oregona
Hydra oregona är en nässeldjursart som beskrevs av Griffin och Peters 1939. Hydra oregona ingår i släktet Hydra och familjen Hydridae. Inga underarter finns listade i Catalogue of Life.